# Ete Vivo
L'Ete Vivo è un fiume della regione Marche, nella provincia di Fermo.
Nasce al confine tra i comuni di Santa Vittoria in Matenano e Montelparo e nel suo percorso di circa 35 km attraversa i comuni di Monte Rinaldo, Monteleone di Fermo, Monsampietro Morico, Belmonte Piceno, Montottone, Monte Giberto,  Ponzano di Fermo, Fermo, per sfociare a  Porto San Giorgio.
Sul versante di destra conta alcuni affluenti: torrente Cosollo, torrente Lubrico, torrente Il Rio, fosso Terquetta.
Costituisce uno dei 30 bacini idrografici regionali riconosciuti dalla regione Marche.